# Ungeschlagen
Ungeschlagen ist ein US-amerikanischer Dokumentarfilm von Daniel Lindsay und T.J. Martin aus dem Jahr 2011. Der Film zeigt die Probleme der American-Football-Mannschaft der Manassas High School aus Memphis und ihrer Spieler. Die Premiere des Films fand am 13. März 2011 auf dem South-by-Southwest-Festival, kurz SXSW, statt. 2012 wurde der Film mit dem Oscar in der Kategorie Bester Dokumentarfilm ausgezeichnet.

## Handlung
Die American-Football-Mannschaft Tigers der Manassas High School wurde im Jahr 1899 gegründet und hat seitdem kein Play-off-Spiel gewonnen. Im Jahr 2004 scheint sich das zu ändern. Bill Courtney, ein früherer High-School-Football-Coach und Geschäftsmann, erklärt sich bereit, freiwillig zu helfen. Er stärkt dabei die emotionale und physische Kraft des Teams, wodurch dieses Selbstvertrauen gewinnt. In der Sommer/Herbst-Saison 2009 scheint der erste Play-off-Sieg zum Greifen nah. Dabei konzentriert sich der Film auf drei Spieler. O.C. Brown, den Star-Spieler des Teams, Montrail „Money“ Brown, der auf ein akademisches Stipendium hofft, und Chavis Daniels, einen talentierten Linebacker, der Probleme damit hat, sein Temperament zu kontrollieren. Dabei werden persönliche ebenso wie sportliche und schulische Probleme und Konflikte der Spieler dargestellt.

## Rezeption
Die Meinungen der Kritiker waren hauptsächlich positiv. Joe Leydon nannte die „Intimität“ der Dokumentation in einem Artikel der Variety „bemerkenswert, selbst in Cinéma vérité-Standards“. David Rooney vom Hollywood Reporter nannte das Tempo des Films „scharf moduliert und spannend“, wobei die Musik das Storytelling „lebhaft und dynamisch“ halte. Der Film sei ein „ungewöhnlich reiches, vollmundiges Drama“ Christopher Bell von Indiewire urteilte: Während die Dokumentation im Moment ein „fesselndes Erlebnis“ sei, gäbe es danach „sehr wenig [daran] zu kauen“. Jedoch könne die „gute alte 'inspirerende Geschichte'“ je nach Stimmung „genug [sein]“.
The Weinstein Company auktionierte die Rechte an der Verbreitung und Neuverfilmung im Zuge des SXSW-Festivals für eine siebenstellige Summe.